# Ferdinand Duysing
Ferdinand Duysing (* 10. April 1822 in Kassel; † 28. Mai 1885 ebenda) war ein deutscher Richter.

## Leben
Ferdinand Duysing war der Sohn des Kasseler Oberappellationsgerichtspräsidenten Ludwig Emil August Duysing (* 6. Juli 1785 in Kassel; † 21. November 1861 ebenda) und dessen Ehefrau Amalie geb. Knipping († 1845), die aus Rinteln stammte; er hatte noch einen Bruder sowie drei Schwestern. Zwei Schwestern waren eng mit Charlotte Diede befreundet, die eine Brieffreundschaft mit Wilhelm von Humboldt unterhielt. Sein Großvater war der Oberappellationsgerichtsrat Bernhard Christian Duysing und sein Urgroßvater war der Marburger Theologe Heinrich Otto Duysing. Verheiratet war er seit 1858 mit Therese geb. Thomas (1832–1885), die aus Hanau stammte. 1885 war er in Kassel in der Hohenzollernstr. 41 gemeldet.
Ferdinand Duysing besuchte von Mai 1835 das Friedrichsgymnasium (Kassel). Nach dem Abitur studierte er an der Philipps-Universität Marburg Rechtswissenschaft. Am 13. Dezember 1843 wurde er mit Wilhelm Endemann im Corps Teutonia zu Marburg recipiert.  Er zeichnete sich als Consenior und Senior aus. Als Inaktiver wechselte er an die Ruprecht-Karls-Universität Heidelberg. Nach Beendigung des Studiums war er 1846 Praktikant am Kasseler Stadtgericht. 1848 kam er als Obergerichtsreferendar nach Kassel. Seit 1854 Untergerichtsprokurator in Hanau, wurde er 1858 in Fulda Gerichtsassessor. 1859 wurde er Hilfsarbeiter in Kassel und 1863 Staatsprokurator am Obergericht Kassel. Er war ab 1867 Staatsanwalt am Kasseler Kreisgericht, wurde 1870 Kreisgerichtsrat in Kassel und war von 1879 bis zu seinem Tod Landgerichtsrat in Kassel.

## Ehrungen
- Roter Adlerorden 4. Klasse